# Nerax medianus
Nerax medianus là một loài ruồi trong họ Asilidae. Nerax medianus được Wiedemann miêu tả năm 1828. Loài này phân bố ở vùng Tân nhiệt đới.